# Вайсія червоніюча
Вайсія червоніюча (Weissia rutilans) — вид мохів порядку потіальних (Pottiales).

## Поширення
Батьківщиною є Європа, Австралія.